# Maupas (Gers)
Pour les articles homonymes, voir Maupas.
Maupas (Maupàs en gascon) est une commune française située dans le département du Gers en région Occitanie.
Maupas est une commune rurale qui compte 198 habitants en 2022, après avoir connu un pic de population de 510 habitants en 1861.  Ses habitants sont appelés les Maupassois ou  Maupassoises.

## Géographie

### Localisation
Maupas est situé dans l'ouest du département du Gers, à 28 km au sud-est de Mont-de-Marsan, la plus grande ville des environs.

### Communes limitrophes
Les communes limitrophes sont  Castex-d'Armagnac, Estang, Laujuzan, Monlezun-d'Armagnac et Panjas.
| Castex-d'Armagnac             |                      | Estang |
| Toujouse (par un quadripoint) | Maupas               |        |
| Monlezun-d'Armagnac           | Laujuzan (sur 100 m) | Panjas |

### Géologie et relief
La commune de Maupas est situéé à 109 mètres d'altitude[Quoi ?].
Maupas se situe en zone de sismicité 1 (sismicité très faible).

### Hydrographie

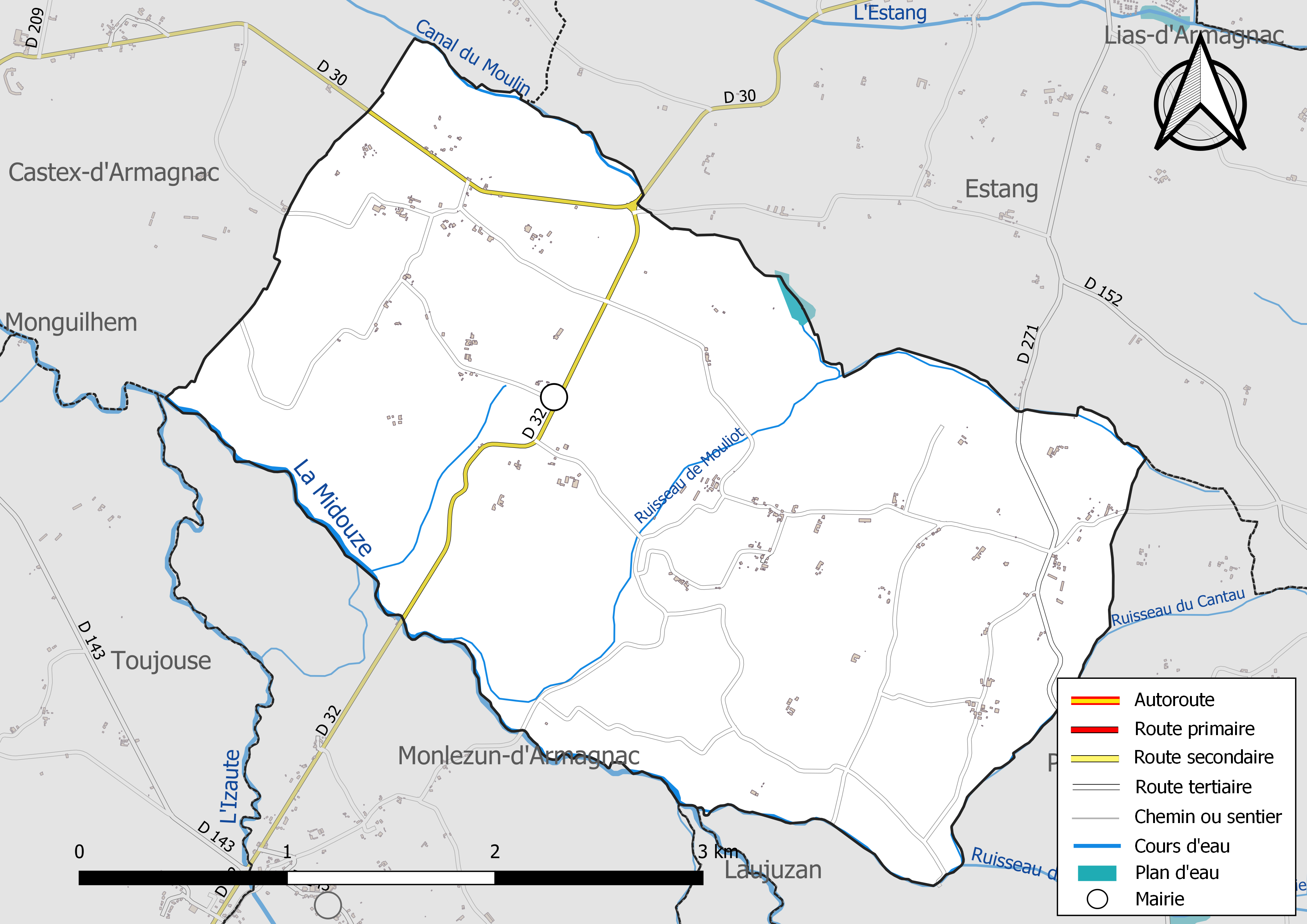
Réseaux hydrographique et routier de Maupas.

La commune est dans le bassin de l'Adour, au sein du bassin hydrographique Adour-Garonne. Elle est drainée par la Midouze, Canal du Moulin, le ruisseau de la Moulie, le ruisseau de Mouliot, le ruisseau du Cantau et par divers petits cours d'eau, qui constituent un réseau hydrographique de 10 km de longueur totale,.
La Midouze, d'une longueur totale de 151,5 km, prend sa source dans la commune d'Armous-et-Cau et s'écoule du sud-est vers le nord-ouest puis vers l'ouest. Elle traverse la commune et se jette dans l'Adour à Vicq-d'Auribat, après avoir traversé 46 communes.

### Climat
Pour des articles plus généraux, voir Climat de l'Occitanie et Climat du Gers.
En 2010, le climat de la commune est de type climat océanique altéré, selon une étude s'appuyant sur une série de données couvrant la période 1971-2000. En 2020, Météo-France publie une typologie des climats de la France métropolitaine dans laquelle la commune est toujours exposée à un climat océanique altéré et est dans la région climatique Aquitaine, Gascogne, caractérisée par une pluviométrie abondante au printemps, modérée en automne, un faible ensoleillement au printemps, un été chaud (19,5 °C), des vents faibles, des brouillards fréquents en automne et en hiver et des orages fréquents en été (15 à 20 jours).
Pour la période 1971-2000, la température annuelle moyenne est de 13,3 °C, avec une amplitude thermique annuelle de 14,5 °C. Le cumul annuel moyen de précipitations est de 916 mm, avec 11,3 jours de précipitations en janvier et 6,9 jours en juillet. Pour la période 1991-2020, la température moyenne annuelle observée sur la station météorologique la plus proche, située sur la commune du Houga à 9 km à vol d'oiseau, est de 13,8 °C et le cumul annuel moyen de précipitations est de 875,9 mm,. Pour l'avenir, les paramètres climatiques de la commune estimés pour 2050 selon différents scénarios d’émission de gaz à effet de serre sont consultables sur un site dédié publié par Météo-France en novembre 2022.

### Milieux naturels et biodiversité

#### Réseau Natura 2000

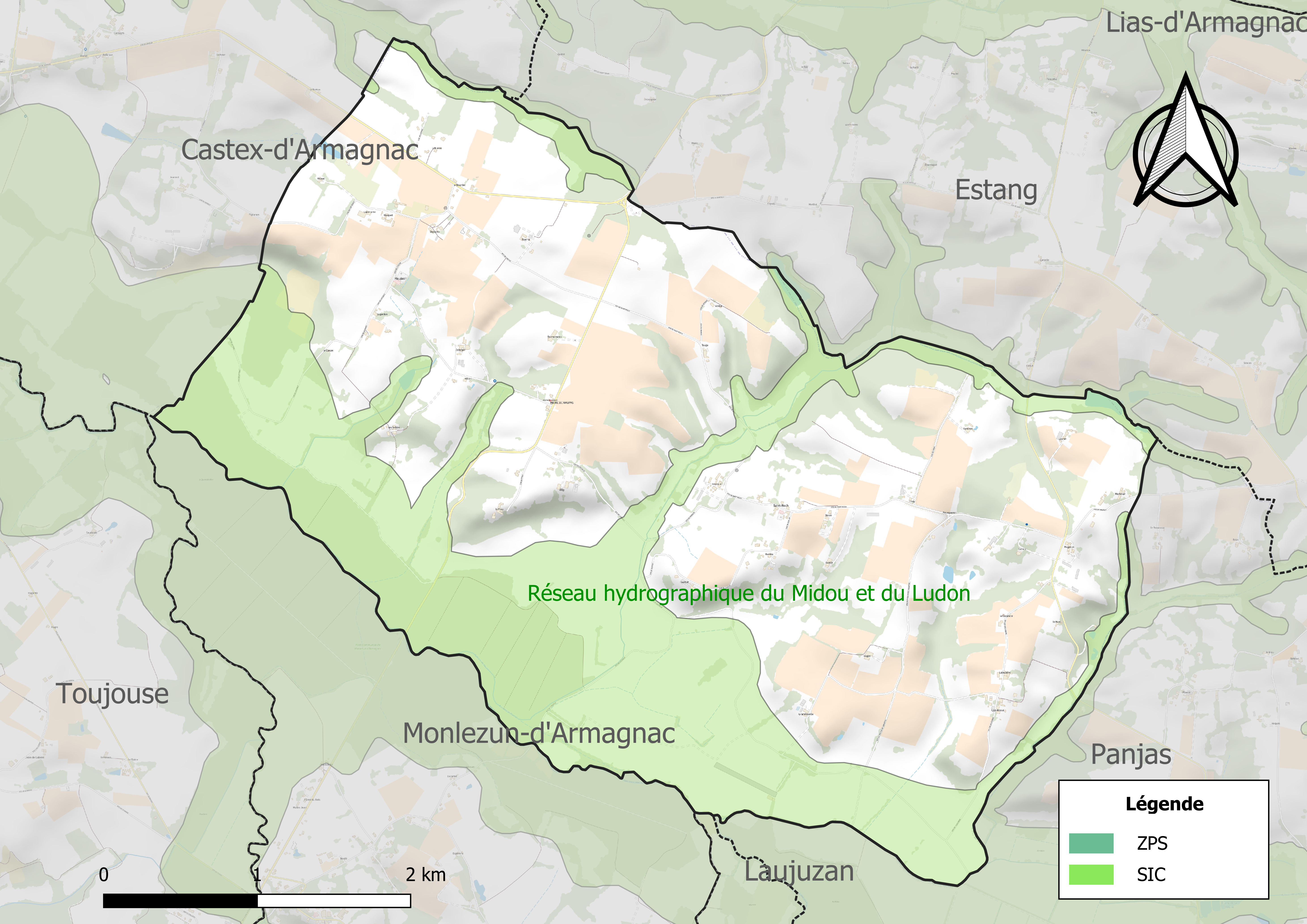
Site Natura 2000 sur le territoire communal.

Le réseau Natura 2000 est un réseau écologique européen de sites naturels d'intérêt écologique élaboré à partir des directives habitats et oiseaux, constitué de zones spéciales de conservation (ZSC) et de zones de protection spéciale (ZPS).
Un site Natura 2000 a été défini sur la commune au titre de la directive habitats : le « réseau hydrographique du Midou et du Ludon », d'une superficie de 6 542 ha, un site présentant une diversité d’habitats relativement importante, malgré une faible représentativité des habitats d’intérêt communautaire.

#### Zones naturelles d'intérêt écologique, faunistique et floristique
L’inventaire des zones naturelles d'intérêt écologique, faunistique et floristique (ZNIEFF) a pour objectif de réaliser une couverture des zones les plus intéressantes sur le plan écologique, essentiellement dans la perspective d’améliorer la connaissance du patrimoine naturel national et de fournir aux différents décideurs un outil d’aide à la prise en compte de l’environnement dans l’aménagement du territoire.
Trois ZNIEFF de type 1 sont recensées sur la commune :
- l'« étang et bois de Lauron » (22 ha), couvrant 3 communes du département[16] ;
- les « étangs de Lanots » (20 ha)[17] ;
- la « forêt de Monlezun-d'Armagnac » (150 ha), couvrant 4 communes du département[18] ;

et une ZNIEFF de type 2, : 
le « réseau hydrographique du Midou et milieux annexes » (6 344 ha), couvrant 43 communes dont 37 dans le Gers et six dans les Landes.

Carte des ZNIEFF de type 1 et 2 à Maupas.
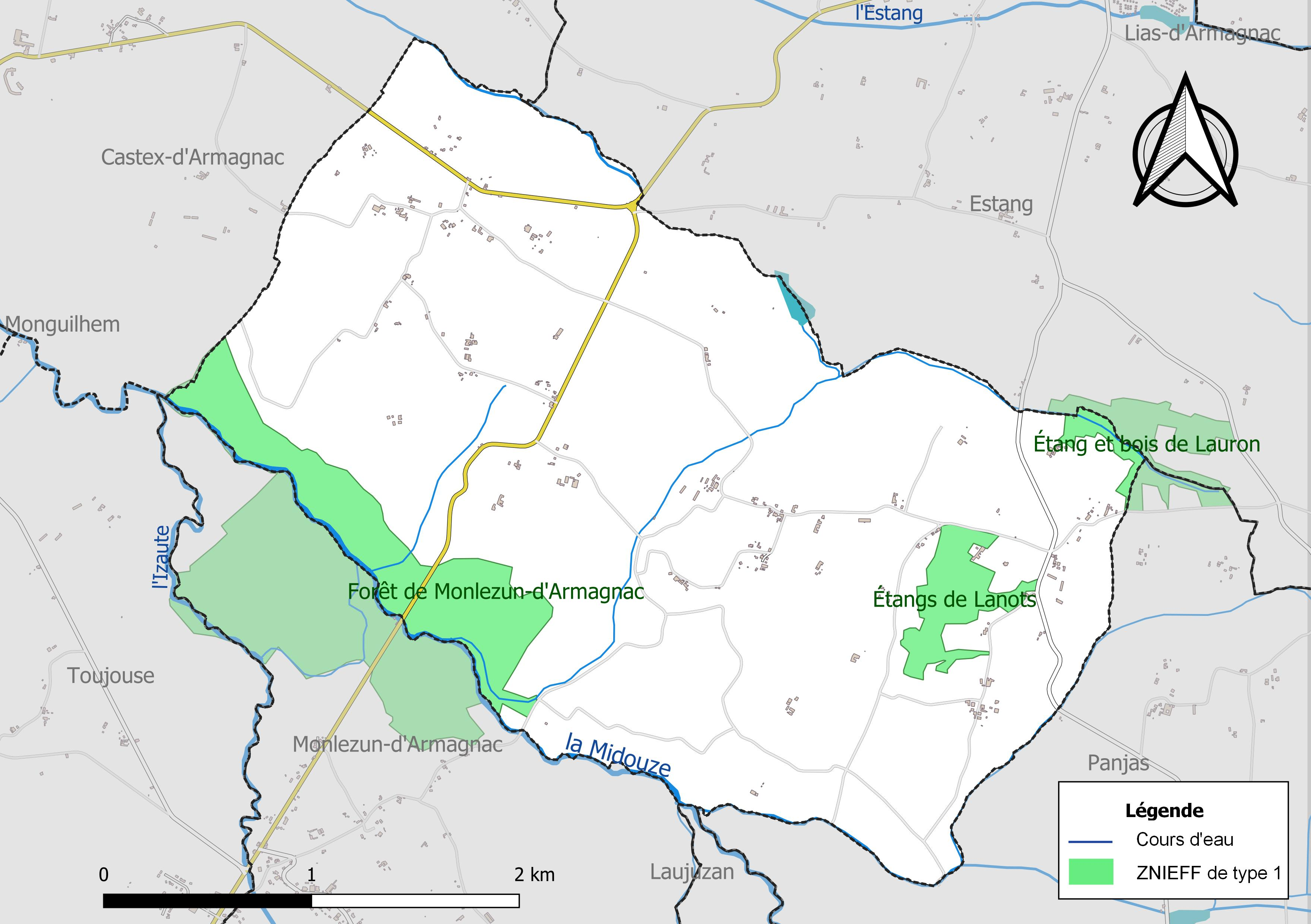
Carte des ZNIEFF de type 1 sur la commune.
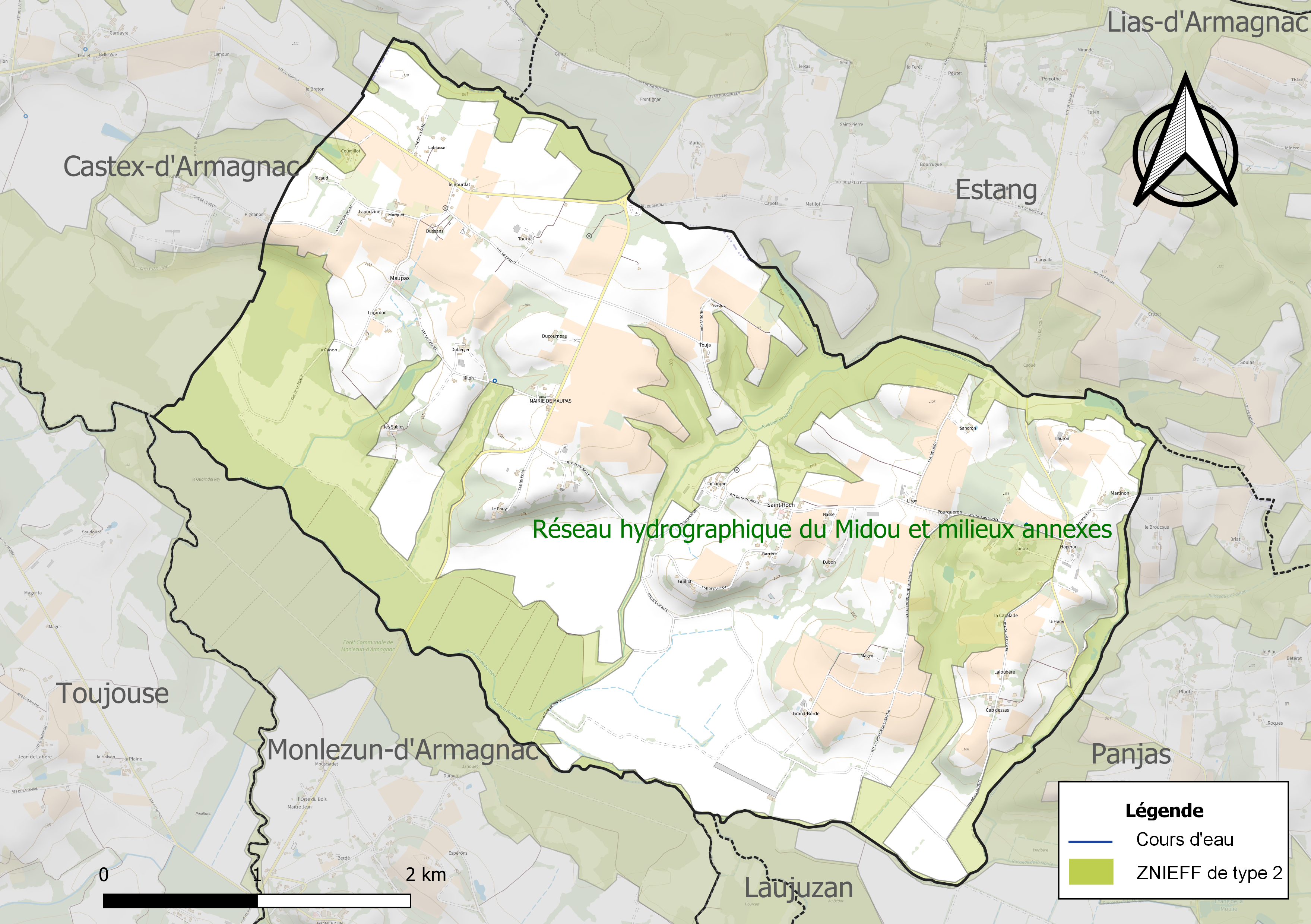
Carte de la ZNIEFF de type 2 sur la commune.

## Urbanisme

### Typologie
Au 1er janvier 2024, Maupas est catégorisée commune rurale à habitat très dispersé, selon la nouvelle grille communale de densité à sept niveaux définie par l'Insee en 2022.
Elle est située hors unité urbaine et hors attraction des villes,.

### Occupation des sols

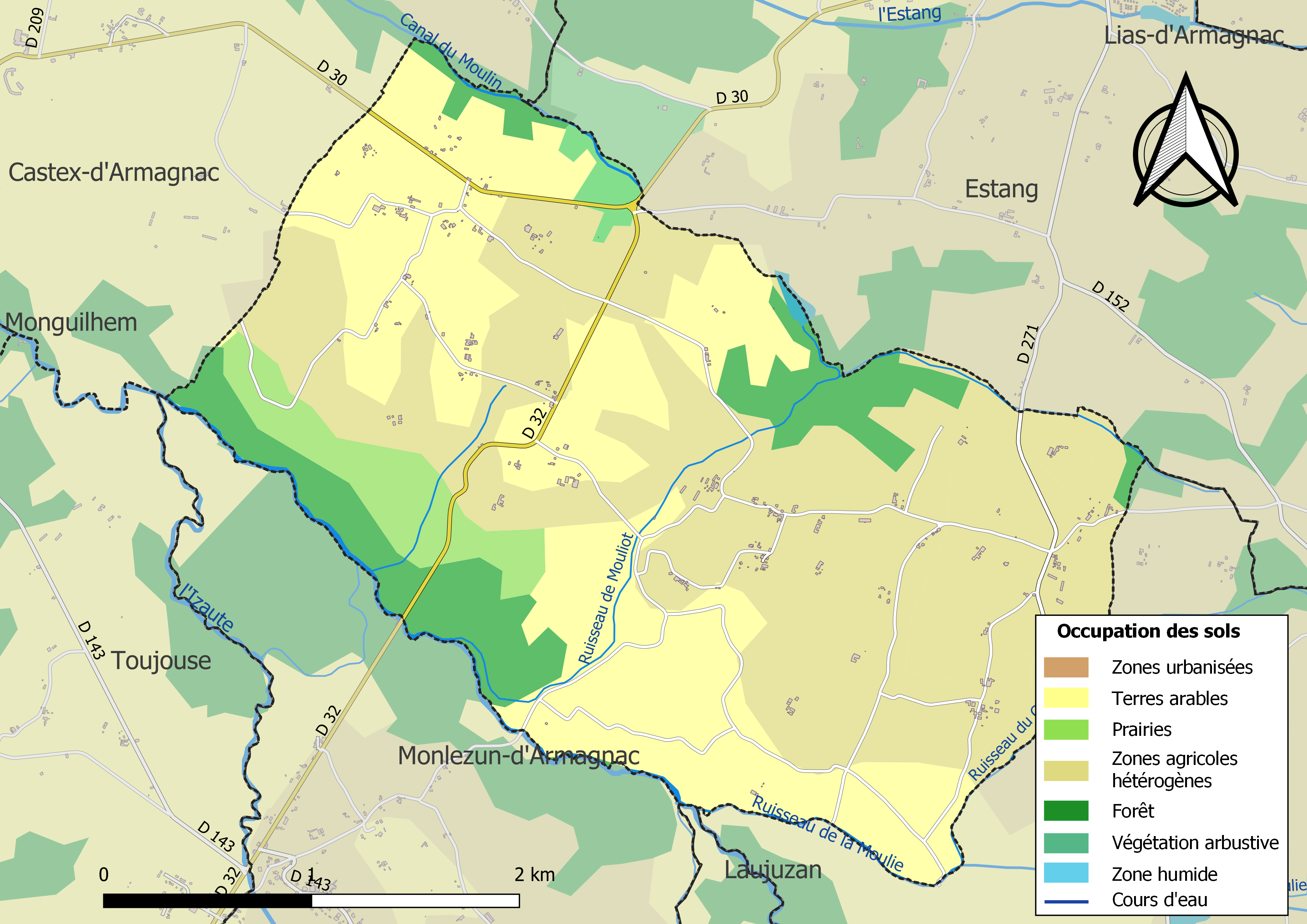
Carte des infrastructures et de l'occupation des sols de la commune en 2018 (CLC).

L'occupation des sols de la commune, telle qu'elle ressort de la base de données européenne d’occupation biophysique des sols Corine Land Cover (CLC), est marquée par l'importance des territoires agricoles (88,5 % en 2018), une proportion sensiblement équivalente à celle de 1990 (88,4 %). La répartition détaillée en 2018 est la suivante : 
zones agricoles hétérogènes (40 %), cultures permanentes (24,2 %), terres arables (19,2 %), forêts (10,6 %), prairies (5 %), milieux à végétation arbustive et/ou herbacée (1 %). L'évolution de l’occupation des sols de la commune et de ses infrastructures peut être observée sur les différentes représentations cartographiques du territoire : la carte de Cassini (XVIIIe siècle), la carte d'état-major (1820-1866) et les cartes ou photos aériennes de l'IGN pour la période actuelle (1950 à aujourd'hui).

### Risques majeurs
Le territoire de la commune de Maupas est vulnérable à différents aléas naturels : météorologiques (tempête, orage, neige, grand froid, canicule ou sécheresse) et séisme (sismicité très faible). Un site publié par le BRGM permet d'évaluer simplement et rapidement les risques d'un bien localisé soit par son adresse soit par le numéro de sa parcelle.

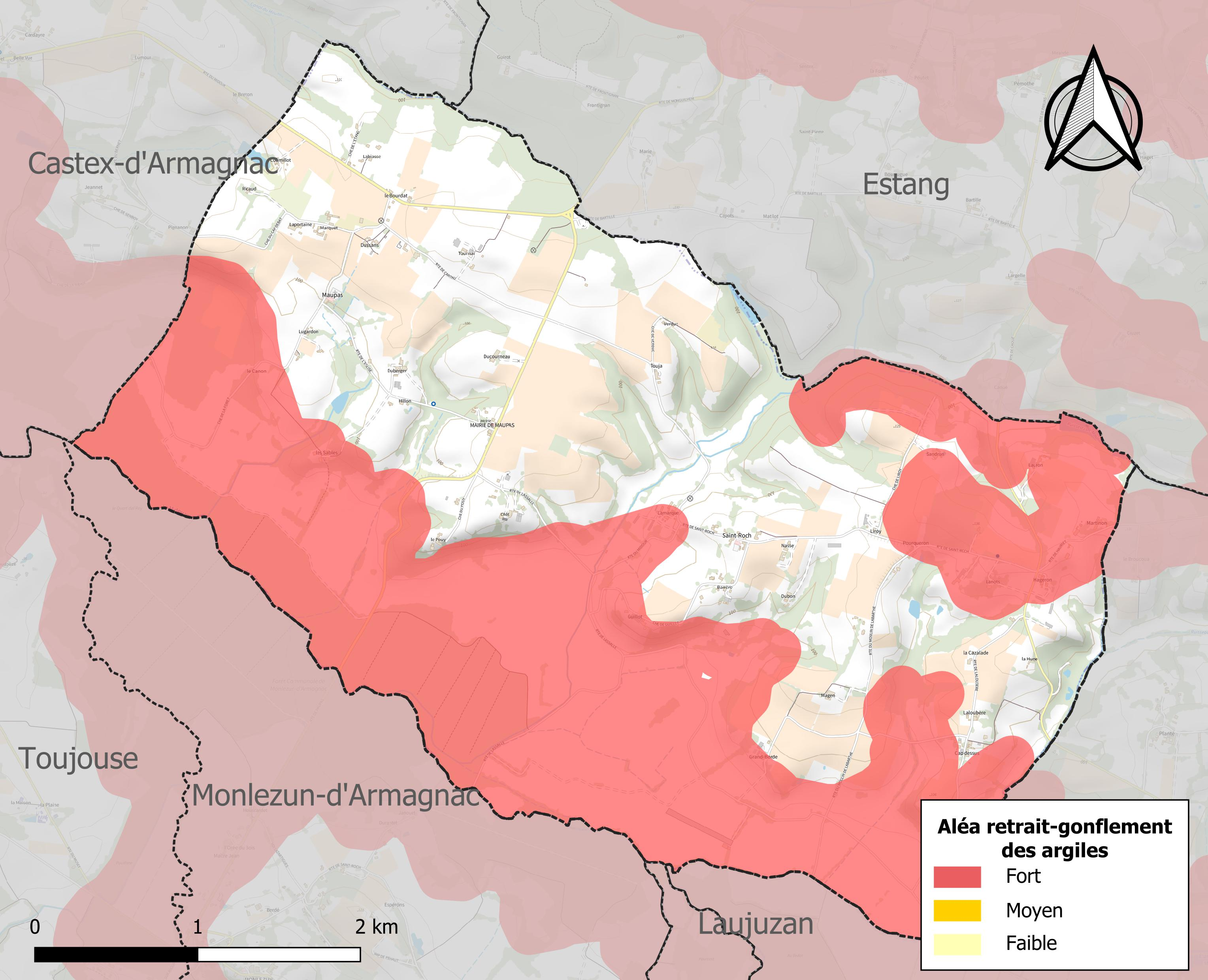
Carte des zones d'aléa retrait-gonflement des sols argileux de Maupas.

Le retrait-gonflement des sols argileux est susceptible d'engendrer des dommages importants aux bâtiments en cas d’alternance de périodes de sécheresse et de pluie. 50 % de la superficie communale est en aléa moyen ou fort (94,5 % au niveau départemental et 48,5 % au niveau national). Sur les 109 bâtiments dénombrés sur la commune en 2019, 18 sont en aléa moyen ou fort, soit 17 %, à comparer aux 93 % au niveau départemental et 54 % au niveau national. Une cartographie de l'exposition du territoire national au retrait gonflement des sols argileux est disponible sur le site du BRGM,.
Par ailleurs, afin de mieux appréhender le risque d’affaissement de terrain, l'inventaire national des cavités souterraines permet de localiser celles situées sur la commune.
La commune a été reconnue en état de catastrophe naturelle au titre des dommages causés par les inondations et coulées de boue survenues en 1999, 2003 et 2009. Concernant les mouvements de terrains, la commune a été reconnue en état de catastrophe naturelle au titre des dommages causés par la sécheresse en 1989 et 1991 et par des mouvements de terrain en 1999.

## Histoire
L'origine du nom
D'après la légende, le nom du village viendrait d'une mésaventure d'Henri, roi de Navarre, voisin de la Gascogne. Venant voir une bien-aimée au château des Sables, il aurait été attaqué par des brigands. Il aurait été sauvé de ce « mauvais pas » par des autochtones et voulut donner ce nom au village. Le nom actuel serait le résultat d'une contraction au long des siècles. Aucun historien digne de ce nom n'a validé cette hypothèse. Ce n'est pas un fait historique.
Sur le plan historique et culturel, la commune est dans le Bas-Armagnac, ou Armagnac noir, un pays s'inscrivant entre les vallées de l'Auzoue, la Gélise, la Douze et du Midou. Exposée à un climat océanique altéré, elle est drainée par la Midouze, Canal du Moulin, le ruisseau de la Moulie et par divers autres petits cours d'eau. La commune possède un patrimoine naturel remarquable : un site Natura 2000 (le « réseau hydrographique du Midou et du Ludon ») et quatre zones naturelles d'intérêt écologique, faunistique et floristique.
D'après l’étymologie, « maupas » est un nom topographique qui signifie mauvais pas, au sens de  passage dangereux, nom caractéristique d'un domaine. C'est, aujourd'hui, un nom de lieux et hameaux fréquents.

## Politique et administration
| Période                                  | Période      | Identité           | Étiquette | Qualité              |
| ---------------------------------------- | ------------ | ------------------ | --------- | -------------------- |
| mars 2001                                | mai 2020     | Michel Dayman      | DVG       | Agriculteur retraité |
| mai 2020                                 | juillet 2021 | Bernard Sourbets   |           |                      |
| septembre 2021                           | En cours     | Pierrette Lafargue |           |                      |
| Les données manquantes sont à compléter. |              |                    |           |                      |

## Démographie
L'évolution du nombre d'habitants est connue à travers les recensements de la population effectués dans la commune depuis 1793. Pour les communes de moins de 10 000 habitants, une enquête de recensement portant sur toute la population est réalisée tous les cinq ans, les populations de référence des années intermédiaires étant quant à elles estimées par interpolation ou extrapolation. Pour la commune, le premier recensement exhaustif entrant dans le cadre du nouveau dispositif a été réalisé en 2004.

En 2022, la commune comptait 198 habitants, en évolution de −2,94 % par rapport à 2016 (Gers : +1,04 %, France hors Mayotte : +2,11 %).
| 1793 | 1800 | 1806 | 1821 | 1831 | 1841 | 1846 | 1851 | 1856 |
| ---- | ---- | ---- | ---- | ---- | ---- | ---- | ---- | ---- |
| 455  | 463  | 453  | 404  | 420  | 469  | 484  | 482  | 500  |

| 1861 | 1866 | 1872 | 1876 | 1881 | 1886 | 1891 | 1896 | 1901 |
| ---- | ---- | ---- | ---- | ---- | ---- | ---- | ---- | ---- |
| 510  | 496  | 501  | 498  | 495  | 455  | 454  | 451  | 444  |

| 1906 | 1911 | 1921 | 1926 | 1931 | 1936 | 1946 | 1954 | 1962 |
| ---- | ---- | ---- | ---- | ---- | ---- | ---- | ---- | ---- |
| 447  | 410  | 327  | 331  | 332  | 293  | 335  | 314  | 288  |

| 1968 | 1975 | 1982 | 1990 | 1999 | 2004 | 2006 | 2009 | 2014 |
| ---- | ---- | ---- | ---- | ---- | ---- | ---- | ---- | ---- |
| 265  | 239  | 225  | 206  | 212  | 203  | 198  | 196  | 202  |

| 2019 | 2022 | - | - | - | - | - | - | - |
| ---- | ---- | - | - | - | - | - | - | - |
| 201  | 198  | - | - | - | - | - | - | - |

## Économie

### Revenus
En 2018  (données Insee publiées en septembre 2021), la commune compte 73 ménages fiscaux, regroupant 167 personnes. La médiane du revenu disponible par unité de consommation est de 20 860 € (20 820 € dans le département).

### Emploi
|                | 2008  | 2013  | 2018  |
| -------------- | ----- | ----- | ----- |
| Commune        | 5,1 % | 3,7 % | 8,5 % |
| Département    | 6,1 % | 7,5 % | 8,2 % |
| France entière | 8,3 % | 10 %  | 10 %  |

En 2018, la population âgée de 15 à 64 ans s'élève à 131 personnes, parmi lesquelles on compte 83,1 % d'actifs (74,6 % ayant un emploi et 8,5 % de chômeurs) et 16,9 % d'inactifs,. En  2018, le taux de chômage communal (au sens du recensement) des 15-64 ans est supérieur à celui du département, mais inférieur à celui de la France, alors qu'il était inférieur à celui du département et de la France en 2008.
La commune est hors attraction des villes,. Elle compte 16 emplois en 2018, contre 25 en 2013 et 67 en 2008. Le nombre d'actifs ayant un emploi résidant dans la commune est de 97, soit un indicateur de concentration d'emploi de 16,5 % et un taux d'activité parmi les 15 ans ou plus de 60,6 %.
Sur ces 97 actifs de 15 ans ou plus ayant un emploi, 14 travaillent dans la commune, soit 15 % des habitants. Pour se rendre au travail, 68,1 % des habitants utilisent un véhicule personnel ou de fonction à quatre roues, 24,6 % les transports en commun, 5,1 % s'y rendent en deux-roues, à vélo ou à pied et 2,1 % n'ont pas besoin de transport (travail au domicile).

### Activités hors agriculture
12 établissements sont implantés  à Maupas au 31 décembre 2019.
Le secteur des activités spécialisées, scientifiques et techniques et des activités de services administratifs et de soutien est prépondérant sur la commune puisqu'il représente 25 % du nombre total d'établissements de la commune (3 sur les 12 entreprises implantées  à Maupas), contre 14,4 % au niveau départemental.

### Agriculture
|               | 1988 | 2000 | 2010 | 2020 |
| ------------- | ---- | ---- | ---- | ---- |
| Exploitations | 34   | 23   | 14   | 9    |
| SAU (ha)      | 849  | 783  | 728  | 478  |

La commune est dans le Bas-Armagnac, une petite région agricole occupant une partie ouest du département du Gers. En 2020, l'orientation technico-économique de l'agriculture  sur la commune est la polyculture et/ou le polyélevage. Neuf exploitations agricoles ayant leur siège dans la commune sont dénombrées lors du recensement agricole de 2020 (34 en 1988). La superficie agricole utilisée est de 478 ha,,.

## Culture locale et patrimoine

### Lieux et monuments

#### Église Saint-Jean-Baptistede Maupas
Le poète Francis Jammes venait suivre l'office dominical en l'église Saint-Jean-Baptiste de Maupas (XVe siècle) lors de ses visites à sa sœur vivant à Estang. Cette église lui a inspiré un poème intitulé "L'Église habillée de feuilles". En décrivant cette église, il voit une chapelle des champs vêtue d'un petit bois et le son de la modeste cloche retentit sur la gloire des maïs d'août, au-dessus des granges recueillies, au-dessus des greniers et des aires, au-dessus des batteuses qui ronflent.[réf. nécessaire]
- Église Saint-Roch de Saint-Roch[33].